# الاتحاد الأوراسي

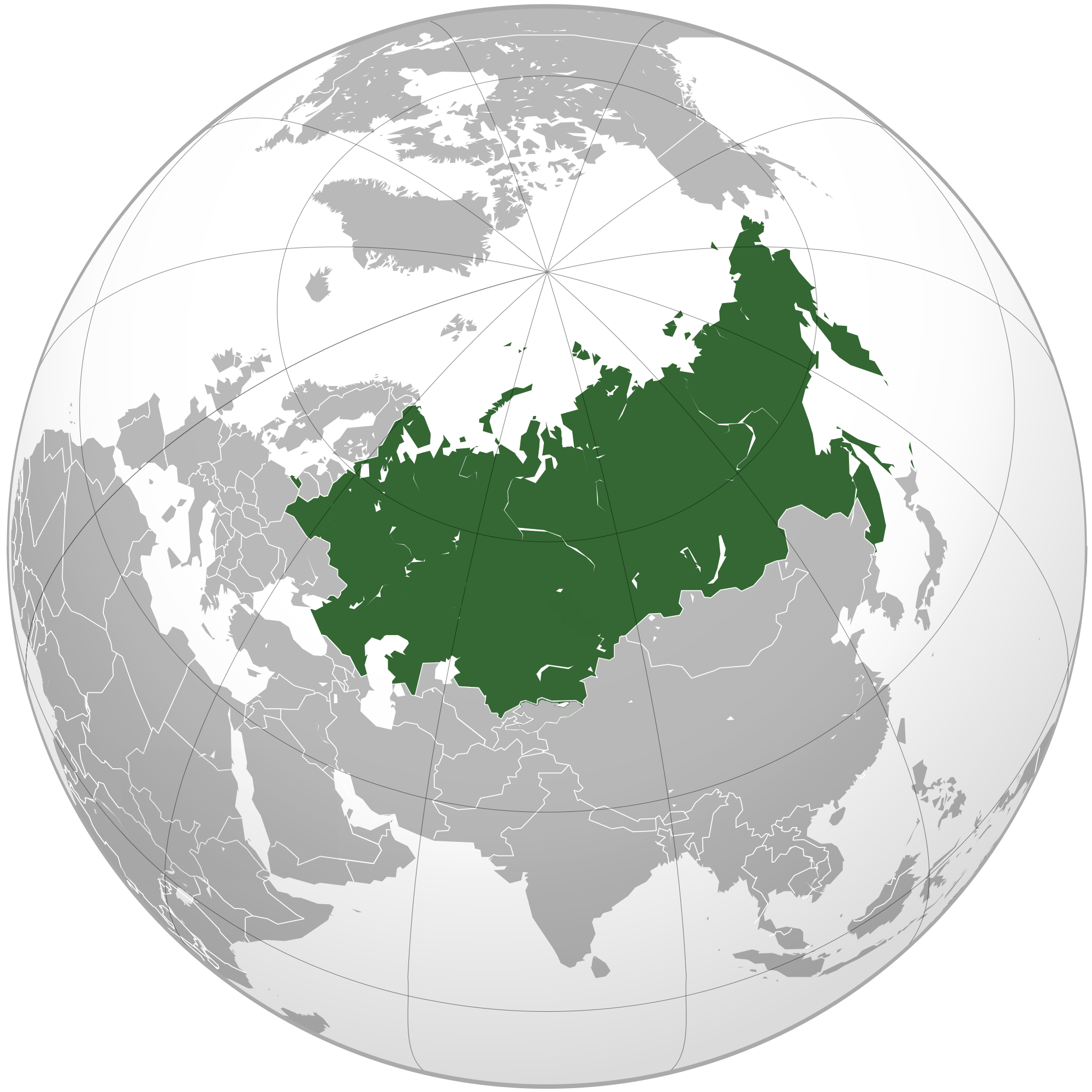

الاتحاد الأوراسي هو مشروع للتكامل الاقتصادي والسياسي القانونية قائم على الاتحاد الجمركي لبيلاروسيا وكازاخستان وروسيا ودول المنطقة الاقتصادية المتحدة ويمكن توسيعه ليشمل دول أخرى من المجموعة الاقتصادية الأوروبية الآسيوية (EurAsEC) ومجموعة الدول المستقلة. سيتم إنشاؤه من خلال توحيد الهياكل الحالية للاتحاد الجمركي والمنطقة الاقتصادية المتحدة بل وحتى التخطيط لإنشاء عملة موحدة. يمكن رؤية ظهور هذا الاتحاد كجزء من الاستراتيجية الروسية لاستعادة الأهمية التي كان لها في السابق على الساحة السياسية الدولية خلال ما يسمى بالحرب الباردة ، بينما يكون في الوقت نفسه بمثابة ثقل موازن للاتحاد الأوروبي إلى جانب مبادرات أخرى كمجموعة البريكس BRICS أو منظمة شانغهاي للتعاون (SCO). الرؤية تلحظ ايجاد عملة موحدة مثل اليورو والتي من المقرر أن تسمى ألتين Altyn كعملة قديمة كانت موجودة في عهد الإمبراطورية الروسية وبداية الاتحاد السوفياتي. الغرض من هذا الاتحاد هو موازنة الاتحاد الأوروبي في الفضاء السوفياتي القديم